# 사운드 볼텍스
사운드 볼텍스(SOUND VOLTEX, 일본어: サウンド ボルテックス 사운도 보루텍크스[*])는 코나미에서 개발한 비마니 시리즈의 리듬게임으로, 2012년 1월 12일 처음으로 발매되었다. 줄여서 사볼, 또는 SDVX라고 하기도 한다. 일본에서는 보루테라고도 한다
2011년 7월 16일부터 2일간 사전 공지 없이 로케테스트가 진행되었으며 같은 해 8월 24일 공식 로케테스트가 진행되었다.
팝픈 뮤직, 유비트, 리플렉 비트와 마찬가지로 특정 악기를 본뜨지 않은 형태이나 이 작품의 컨셉은 "올바르게 연주해 소리를 내는 것"이 아닌 "장치를 조작해 여러 효과를 내는 것", 쉽게 말해 "리믹스"이다. beatmania IIDX 시리즈와 같은 DJ 시뮬레이션 게임으로 볼 수 있다. 발키리 모델의 가격은 1,680만원으로 알려져있다. 현재 최신버전은 사운드 볼텍스 익시드기어이다. 캐치프라이즈는 이 GEAR로 한계를 넘어라!!. 비공식적으론 6볼이라고도 불린다.
비마니 시리즈 중 비트매니아 III 이후 십수년 만에 헤드폰 단자를 내장시켰다.

## 시리즈
- SOUND VOLTEX BOOTH
- SOUND VOLTEX II -INFINITE INFECTION-
- SOUND VOLTEX III - GRAVITY WARS-
- SOUND VOLTEX IV -HEAVENLY HAVEN-
- SOUND VOLTEX VIVID WAVE
- SOUND VOLTEX EXCEED GEAR

## 같이 보기
- BEMANI